# (1079) Mimosa
(1079) Mimosa est un astéroïde de la ceinture principale découvert le 14 janvier 1927 par l'astronome belgo-américain George Van Biesbroeck à l'Observatoire Yerkes près de Williams Bay dans le Wisconsin. Sa désignation provisoire était 1927 AD.
Il tire son nom du genre de plantes à fleurs Mimosa.